# Torquatella
Torquatella is een mosdiertjesgeslacht uit de familie van de Celleporidae en de orde Cheilostomatida. De wetenschappelijke naam ervan is in 2001 voor het eerst geldig gepubliceerd door Tilbrook, Hayward & Gordon.

## Soorten
- Torquatella dissimilis (Osburn, 1952)
- Torquatella duolamellata (Scholz, 1991)
- Torquatella ensenada (Tilbrook, 2006)
- Torquatella imperforata Yang, Seo & Gordon, 2018
- Torquatella longiuscula (Harmer, 1957)

Niet geaccepteerde soort:
- Torquatella cornuta (Gabb & Horn, 1862) → Pourtalesella cornuta (Gabb & Horn, 1862)